# Clinoptilolita
La clinoptilolita es una serie de tres minerales con el mismo nombre, de la clase de los tectosilicatos y dentro de estos, del "grupo de las zeolitas". Su nombre viene del griego klino (oblicuo), por la forma monoclínica de sus cristales. 

## Especies minerales
El término clinoptilolita se corresponde con tres minerales, antes considerados variedades y hoy aceptados por la Asociación Mineralógica Internacional como tres especies distintas:
- Clinoptilolita-Ca: Ca6(Si30Al6)O72·20H2O
- Clinoptilolita-K: K6(Si30Al6)O72·20H2O
- Clinoptilolita-Na: Na6(Si30Al6)O72·20H2O

Entre estos tres extremos se formarían series de solución sólida, dando una familia de minerales por sustituciones parciales de los tres iones metálicos.

## Formación y yacimientos
Suele encontrarse muy común en las tobas, como producto de desvitrificación de cristales volcánicos silíceos.
También puede encontrarse rellenando cavidades en rocas de tipo riolita, andesita o basalto.

## Usos
Se usa industrialmente por sus propiedades de intercambiador iónico, lo que le hace tener una gran afinidad por unirse a los iones amonio, por lo que se emplea en la fabricación de sensores de urea, elaboración de desodorantes, fertilizantes agrícolas, también permite  liberar al organismo de metales pesados, toxinas y contaminantes de distintos orígenes.
Se comercializa en la Unión Europea como medicina y se asocia con efectos que no han sido probados científicamente. No está aprobado para uso humano como suplemento dietético debido a la regulación de Nuevos alimentos. En Alemania, por lo tanto, fue registrado por la Oficina Federal de Protección al Consumidor y Seguridad Alimentaria bajo el número de alerta rápida "2011/1849" como nuevo alimento no autorizado en suplementos dietéticos.
La clinoptilonita de origen sedimentario puede ser usada como aditivo "tecnológico" en alimentación animal. La Comisión Europea autorizó su uso para todas las especies en 2013.  Sólo se permite el uso de clinoptilonita de origen sedimentario.